# Csengtö
Csengtö (egyszerűsített kínai írással: 承德市, pinjin átírással Chengde, korábban Jehol vagy Rehe, mongolul Халуун гол (Khaluun gol), mandzsu nyelven Erdemu aliha) prefektúraszintű város Kínában, Hopej tartományban, Pekingtől északkeletre. A Csengtöi egyházmegye püspöki székvárosa. A város központja 2009-ben körülbelül 450 ezer lakossal rendelkezett.
Leginkább egy hatalmas császári kert és palota, a csengtöi nyári rezidencia helyeként ismert, amelyet a Csing császárok a nyári rezidenciában használtak.

## Neve
A „Csengtö” név azt jelenti, hogy „átadni az erényt” (azaz „közölni másokkal a császár erényét”).

## Története
1703-ban Csengtöt a Kang-hszi kínai császár választotta nyári rezidenciájaként. A tizennyolcadik század folyamán épült csengtöi nyári rezidenciát Jung-cseng és Csien-lung kínai császár császár egyaránt használta. A hely jelenleg az UNESCO Világörökség része. Mivel a kormány székhelye követte a császárt, Csengtö a Kínai Birodalom politikai központja volt ezekben az időkben.
Jehol városa a jelenlegi rangját Csien-lung kínai császár uralkodása (1735–1796) alatt érte el. A nagy vonalakban a lhászai Potala palota alapján épült nagy Puto Cungcseng-templom négy évnyi munka után, csak 1771-ben fejeződött be. Arannyal erősen díszített, és a császár az Arany pavilonban imádkozott. A templomban Congkapa, a gelugpa szekta reformátorának bronz-aranyozott szobra volt,
A Kínai Köztársaság Csengtö Rehe tartomány fővárosa volt. 1933-tól 1945-ig a város japán irányítás alatt állt a mandzsu bábállam részeként, Mandzsukuo néven. A második világháború után a Kuomintang visszanyerte hatáskörét. 1948-ban a Kínai Népi Felszabadító Hadsereg átvette Csengtö irányítását. 1941-ig maradt Rehe része, amikor a tartományt eltörölték, és a város Hopej részévé vált.
A 2018-as, az Apostoli Szentszék és a kínai kormány közt létrejött, a „hazafias egyházat” elismerő megállapodás alapján a Vatikán hivatalosan egyházmegyévé nyilvánította a Csengtöi apostoli vikarátust (alapításkori (1879) nevén Észak-hunani apostoli vikariátust).

## Népesség
A város a kínai etnikai kisebbségek, mongolok és mandzsuk nagy lakosságának otthona.

| 2010 | 3 473 201 |
| 2020 | 3 354 444 |

## Fordítás
Ez a szócikk részben vagy egészben  a   Chengde című angol Wikipédia-szócikk fordításán alapul.  Az eredeti cikk szerkesztőit annak laptörténete sorolja fel. Ez a jelzés csupán a megfogalmazás eredetét és a szerzői jogokat jelzi, nem szolgál a cikkben szereplő információk forrásmegjelöléseként.